# 마르틴 한손
마르틴 한손(스웨덴어: Martin Hansson, 1971년 4월 6일 ~ )은 스웨덴의 전직 축구 심판으로 겸임 직업은 소방관이다. 1996년부터 축구 심판으로 활동했으며 1999년부터 2013년까지 알스벤스칸 주심으로 활동했다. 2001년부터 2014년까지 국제 축구 연맹(FIFA) 소속 국제 심판으로 활동했다.
2009년 FIFA 컨페더레이션스컵에서 이집트와 이탈리아의 조별 예선 경기, 미국과 브라질의 결승전 경기의 주심을 맡았으며 2010년 FIFA 월드컵 심판으로도 참여했다. 2009년 11월 18일에 열린 프랑스와 아일랜드의 2010년 FIFA 월드컵 유럽 지역 예선 플레이오프 2차전 경기에서 프랑스의 티에리 앙리 선수의 핸드볼 반칙을 선언하지 않았다는 이유로 오심 논란에 휩싸이기도 했다.